# Portage (Indiana)
Portage és una població dels Estats Units a l'estat d'Indiana. Segons el cens del 2007 (estimate) tenia 36.505 habitants.

## Demografia
Segons el cens del 2000, Portage tenia 33.496 habitants, 12.746 habitatges, i 9.011 famílies. La densitat de població era de 508 habitants/km².
Dels 12.746 habitatges en un 34,7% hi vivien nens de menys de 18 anys, en un 53,7% hi vivien parelles casades, en un 12,2% dones solteres, i en un 29,3% no eren unitats familiars. En el 23,9% dels habitatges hi vivien persones soles el 9,1% de les quals corresponia a persones de 65 anys o més que vivien soles. El nombre mitjà de persones vivint en cada habitatge era de 2,6 i el nombre mitjà de persones que vivien en cada família era de 3,09.
Per edats la població es repartia de la següent manera: un 26% tenia menys de 18 anys, un 9,4% entre 18 i 24, un 29,9% entre 25 i 44, un 22,8% de 45 a 60 i un 11,8% 65 anys o més.
L'edat mediana era de 35 anys. Per cada 100 dones de 18 o més anys hi havia 91 homes.
La renda mediana per habitatge era de 47.500$ i la renda mediana per família de 54.316$. Els homes tenien una renda mediana de 46.224$ mentre que les dones 25.428$. La renda per capita de la població era de 20.146$. Entorn del 5,8% de les famílies i el 7,5% de la població estaven per davall del llindar de pobresa.

## Poblacions més properes
El següent diagrama mostra les poblacions més properes.